# Йонсанган
Йонсанган (кор. 영산강?, 榮山江?) — река на юго-западе Южной Кореи. Является одной из четырёх крупнейших рек страны по площади бассейна. Протекает по территории провинций Чолла-Намдо и Кванджу и впадает в Жёлтое море.
Длина реки составляет 129,5 км (116 км или 136 км), территория её бассейна — 8467,88 км² (2800 км² или 3455 км²). На территории её бассейна проживает около 2 млн человек.
Исток реки находится под горой Тамян (潭陽, хребет Норёнсанмэн). Оттуда она течёт на юго-запад и впадает в Жёлтое море в районе архипелага Наджу.
В низовьях реки расположена одна из важнейших равнин Кореи — Наджу (나주평야). На правом берегу эстуария реки расположен город Мокпхо.
Среднегодовая норма осадков в бассейне реки составляет около 1320 мм в год. Около 70 % осадков выпадает летом, в дождливый сезон.
Большая часть воды, забираемой из реки, используется для водоснабжения населения, а также для ирригации и в промышленности. В верховьях реки расположен крупный урбанизированный регион — город Кванджу, эта часть является самой загрязнённым участком реки. Остальная территория бассейна преимущественно сельская; более 50 % занимают сельскохозяйственные территории, леса и луга. Бассейн реки является важнейшим рисоводческим регионом страны.
Из четырёх крупнейших рек Южной Кореи в Йонсангане наблюдается самый высокий уровень питательных веществ, что приводит к ухудшению качества воды. В реку попадают сточные воды из метрополии Кванджу. Также из реки забирается вода для полива больших сельскохозяйственных площадей в Чолла-Намдо. На 2018 год около 14 % из 1,5-миллионного населения города не подключены к канализации. Исследование 2018 года нашло в речной воде следы 52 PPCP (загрязняющие вещества из фармацевтических и гигиенических продуктов). С 2009 по 2018 год качество воды в реке существенно не менялось.